# Siljeåsberget
Siljeåsberget este o arie protejată (arie specială de conservare — SAC, sit de importanță comunitară — SCI) din Suedia întinsă pe o suprafață de 119 ha, integral pe uscat.

## Localizare
Centrul sitului Siljeåsberget este situat la coordonatele 64°14′51″N 15°30′41″E / 64.2475°N 15.5115°E.

## Înființare
Situl Siljeåsberget a fost declarat sit de importanță comunitară în ianuarie 2002 pentru a proteja 3 specii de plante. Situl a fost protejat și ca arie specială de conservare în martie 2011.

## Biodiversitate
Situată în ecoregiunea boreală, aria protejată conține 3 habitate naturale: Mlaștini alcaline, Mlaștini împădurite, Taiga vestică.
La baza desemnării sitului se află mai multe specii protejate de  plante (3): Calamagrostis chalybaea, Calypso bulbosa, papucul doamnei (Cypripedium calceolus).